# Cieśnina Miyako

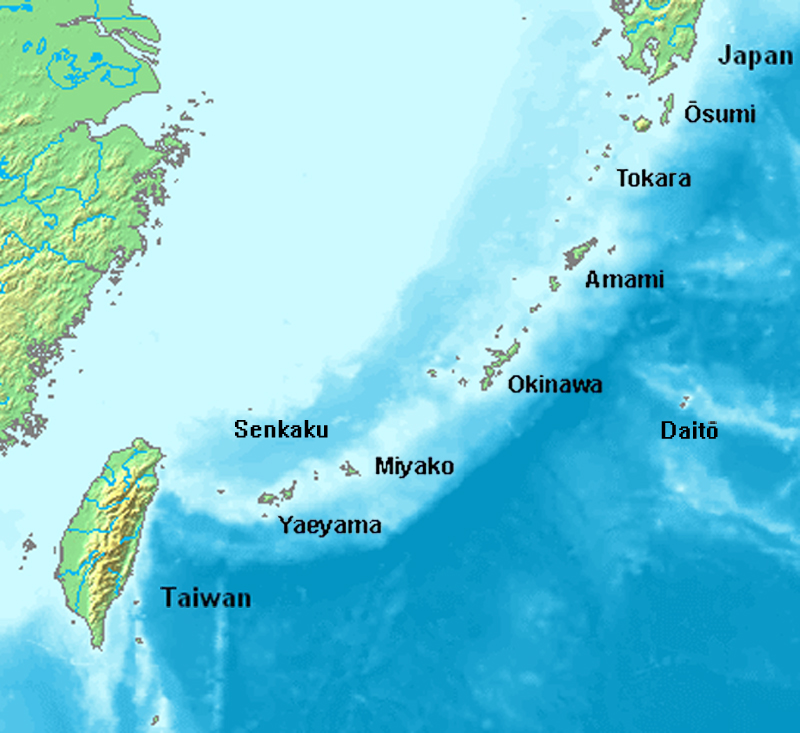
Cieśnina Miyako zlokalizowana jest pomiędzy wyspami Miyako i Okinawą

Cieśnina Miyako (jap. 宮古海峡 Miyako Kaikyō) – cieśnina pomiędzy wyspami Miyako i Okinawą, o szerokości 250 km. Jest to najszersza cieśnina na wyspach Riukiu.

## Znaczenie
Cieśnina Miyako stanowi przejście obejmujące wody międzynarodowe i międzynarodową przestrzeń powietrzną. Z tego powodu ma strategiczne znaczenie, stanowiąc jedno z kilku wyjść Marynarki Wojennej  Chin z Morza Wschodniochińskiego na otwarty ocean